# Парик

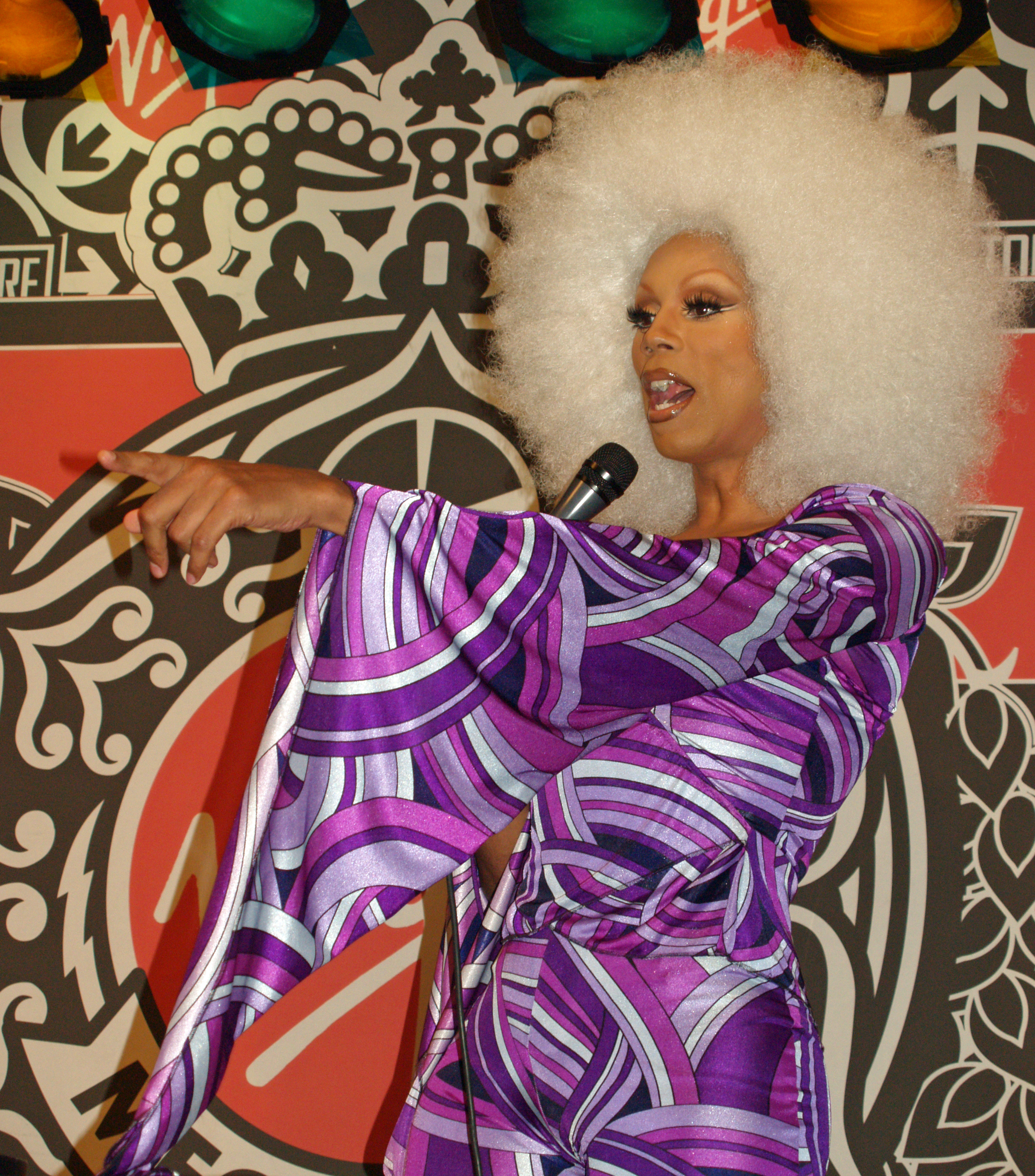
Певец Ру Пол в парике

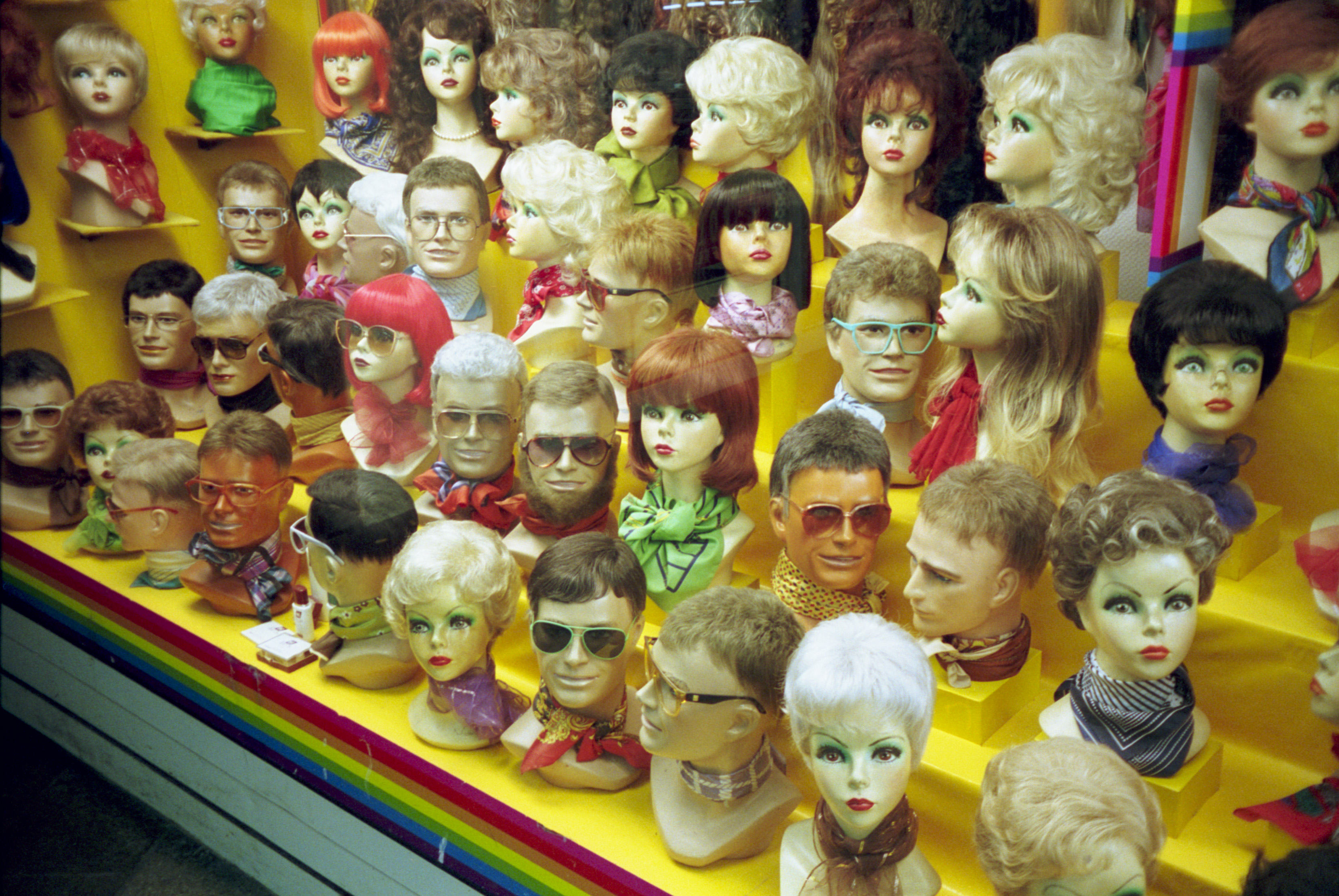
Магазин париков

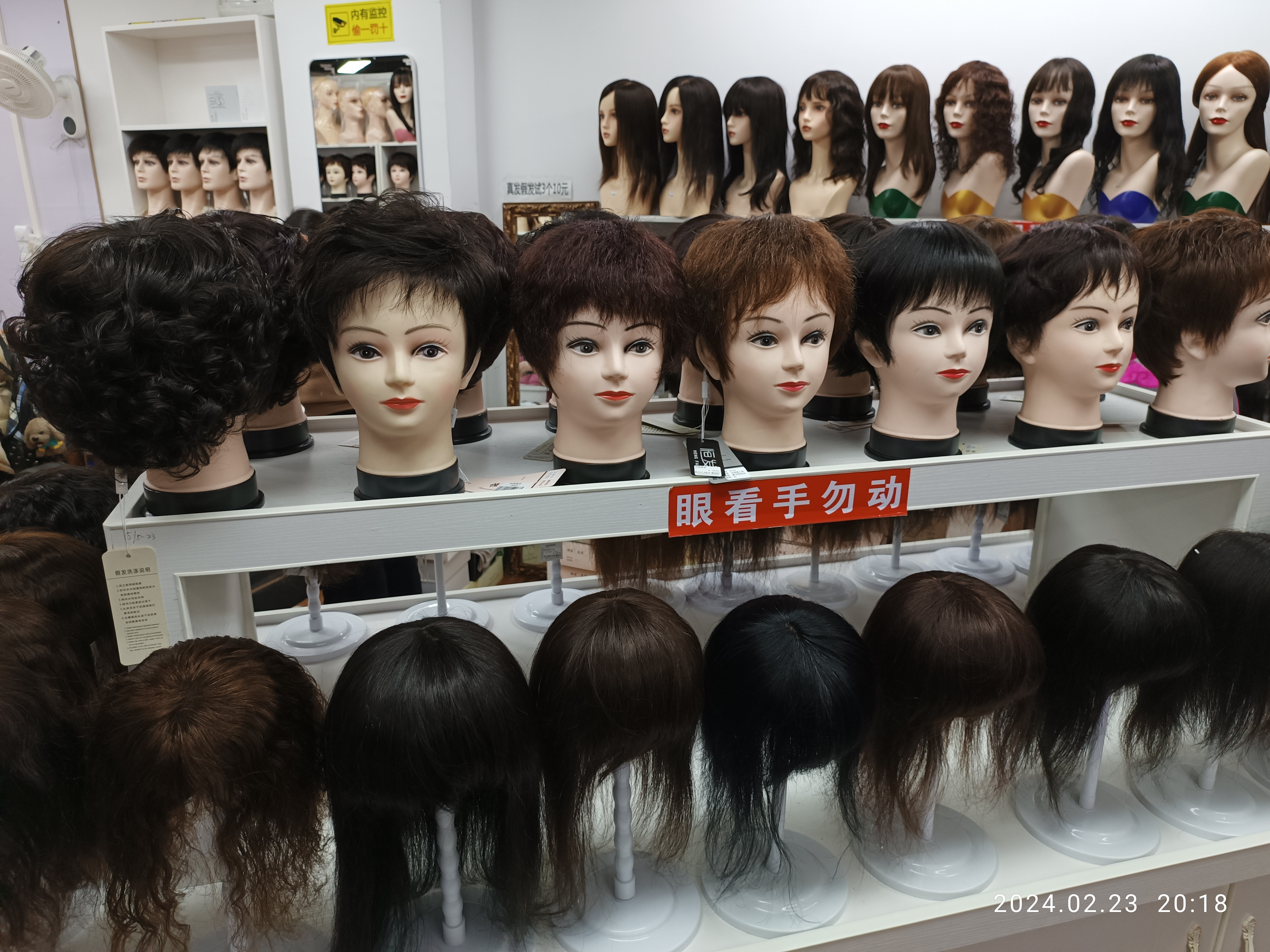
Магазин париков

Пари́к (от фр. perruque) — изделие из искусственных или настоящих волос, которое надевается на голову как шапка, создавая ту причёску, под которую он сделан.
Парики бывают также экзотических цветов, таких, как зелёный, синий, красный и так далее. В настоящее время парики используются в театральном искусстве и шоу-бизнесе.

## Цели

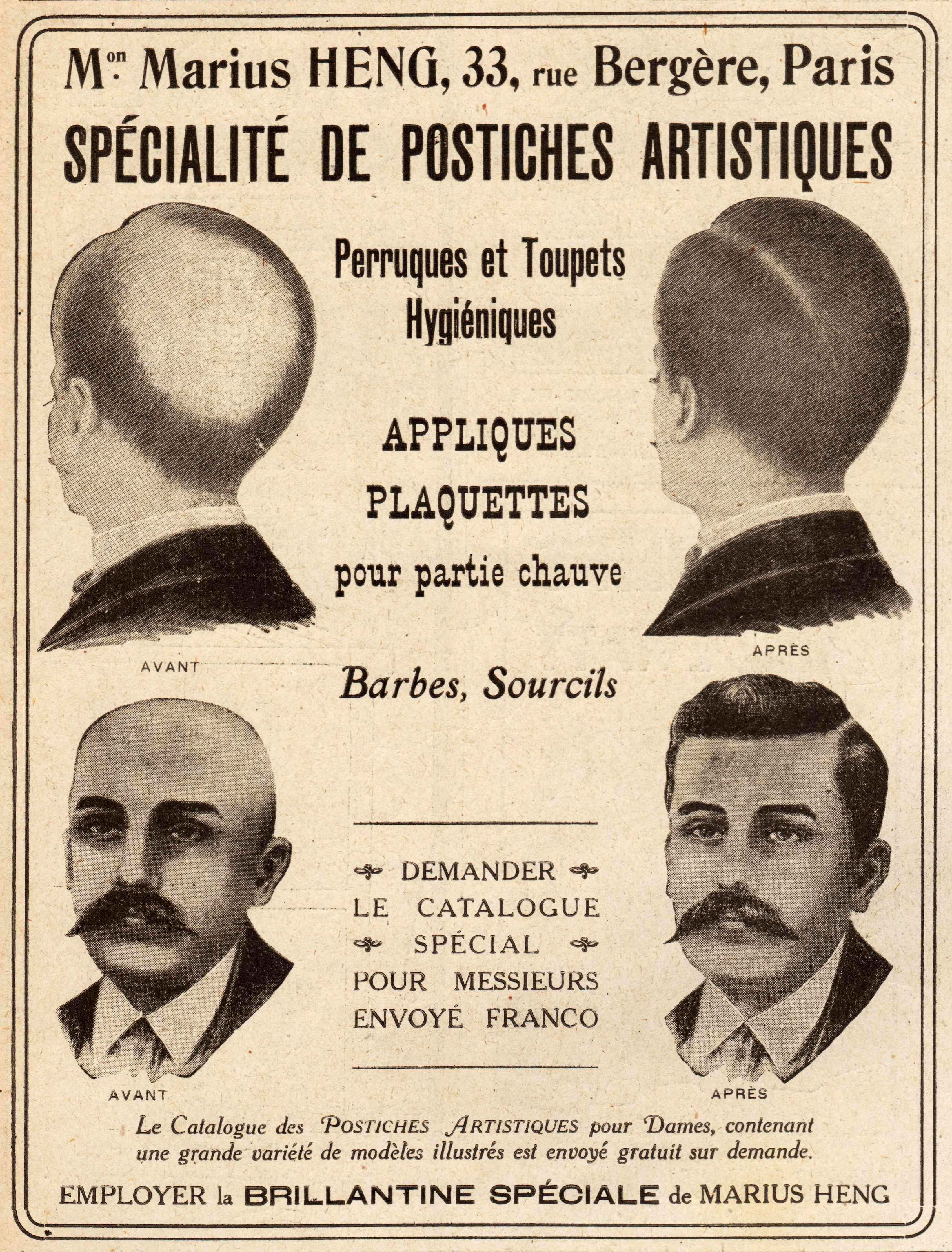
реклама париков 1918 год

Причина, по которой человек решил надеть парик, может быть различной:
- Косметическая. Парик надевают облысевшие люди или пожилые женщины с поредевшими волосами, чтобы скрыть этот косметический недостаток. В этом случае стараются надеть парик, выглядящий как естественные волосы. Побритые налысо женщины, после операций или других причин. Онкобольные после химиотерапии.
- Религиозная. По некоторым религиозным канонам нельзя показывать свои настоящие волосы. Например, в некоторых кругах религиозных евреев замужние женщины при посторонних носят парик (шейтель).

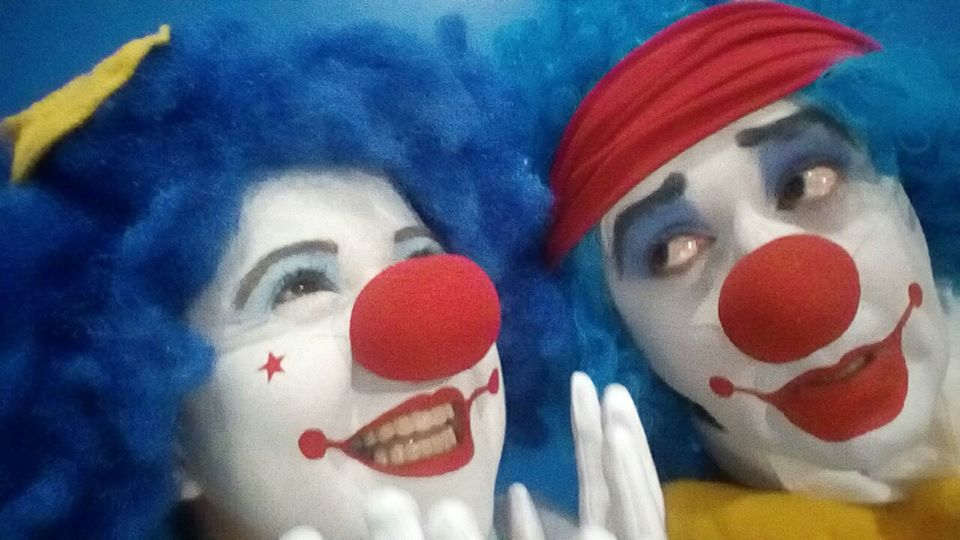
клоуны часто носят цветные парики, часто с искусственной лысиной

- Актёрское искусство (кино, театр, эстрада, клоуны…). Для того, чтобы создать нужный образ, используются парики. От таких, которые выглядят как естественная причёска, до совершенно экстравагантных (например, карнавальные парики), блогеры на разных интернет площадках для создания интересного контента.
- Удобство. Некоторые не желают отращивать длинные волосы, красить свои волосы в другой цвет, делать завивку, стрижку, менять причёску, поэтому приобретают разные относительно дешёвые парики, чтобы быстро менять свой внешний вид по настроению.
- Общественное положение. Во второй половине XVII и в XVIII веке аристократы появлялись на людях исключительно в париках. Некоторые из них, имея почтенный возраст, и в XIX веке появлялись в париках образца XVIII века, подражая моде своей молодости и подчёркивая своё общественное положение.
- В Великобритании до наших дней дошла традиция — в судебных заседаниях судья и некоторые участники процесса, а также члены Палаты лордов появляются в мантии и париках образца 2-й половины XVIII века.
- Преступники, шпионы, правоохранительные органы, знаменитые люди, чтобы изменить внешность.
- транс-женщины.
- В сексуальных играх, для создания разных образов.
- ролевые игры
- Косплей
- Историческая реконструкция
- Фотографы для фотосессий

## История

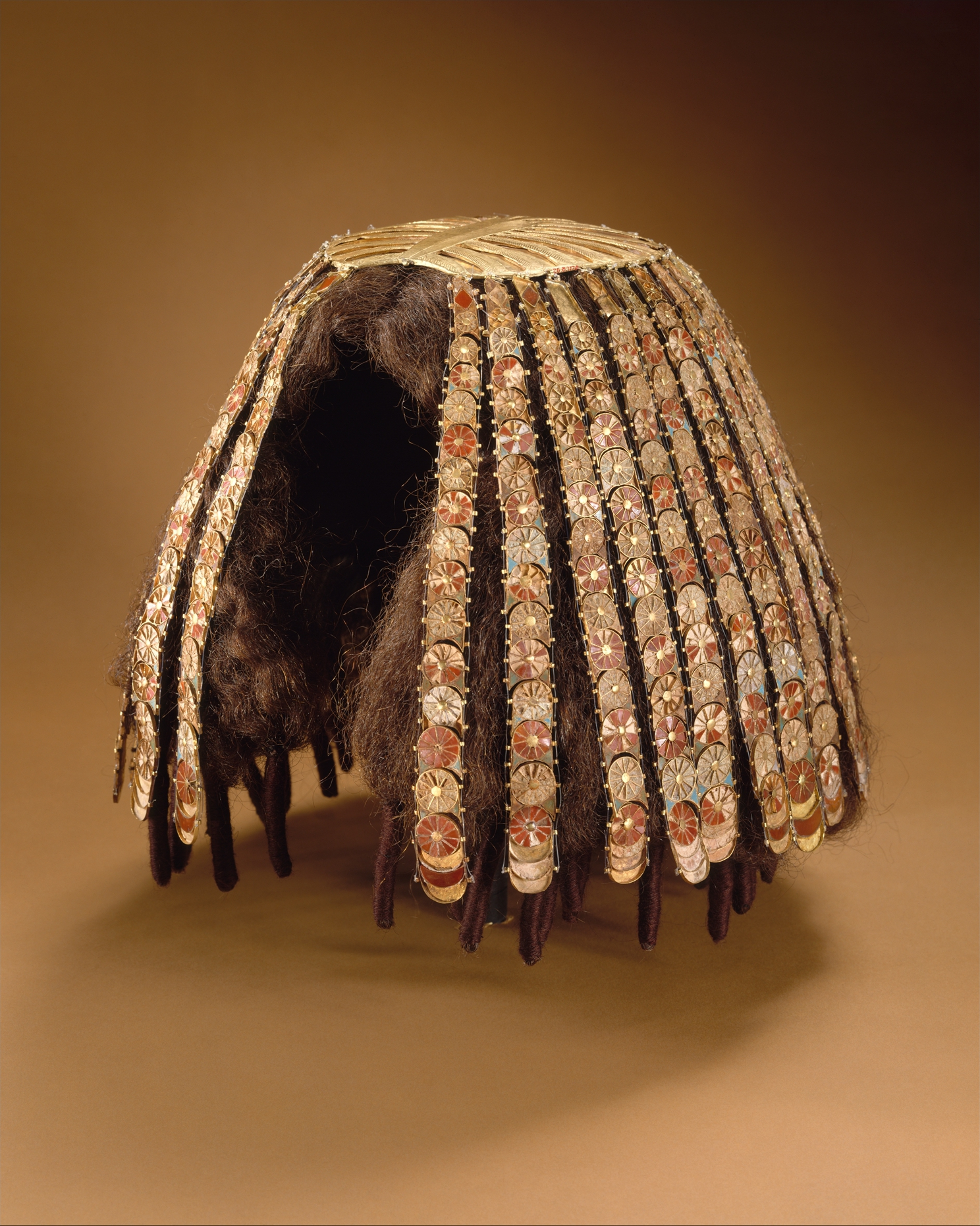
Древнеегипетский женский парик (1479—1425 до н. э.) из гробницы Менхет, Менуи и Мерти, Музей Метрополитен

Парик в истории моды возникает практически сразу с появлением цивилизации. О его использовании в древневосточных государствах (Древний Египет, Ассирия, Вавилон, Шумер, Аккад и прочие) сохранились свидетельства. Он являлся атрибутом власти.
Первые известные изображения париков относятся к концу III династии Древнего Египта (примерно 2600 г. до н. э.). Всё свободное население Египта носило парики. Их форма, размеры и материал указывали на социальное положение владельцев. Парики изготовлялись из натуральных волос, шерсти животных, растительных волокон и даже верёвок, окрашивались тёмные тона и пропитывались душистыми маслами.
В середине I тысячелетия до н. э. мода из Египта проникла на Ближний Восток и Средиземноморье. Из Персии моду на парики переняли греки, однако использовали их как театральный реквизит.
Древние римляне также носили парики. Больше всего ценились белокурые волосы галльских женщин. Также римляне догадались маскировать париками лысину. Известно, что Мессалина надевала светлый парик, чтобы быть неузнанной, когда отправлялась блудить по борделям. Фаустина Младшая имела несколько сотен париков.
Ювенал о Мессалине:
 «Блудная эта Августа бежала от спящего мужа; Чёрные волосы скрыв под парик белокурый, стремилась В тёплый она лупанар…»

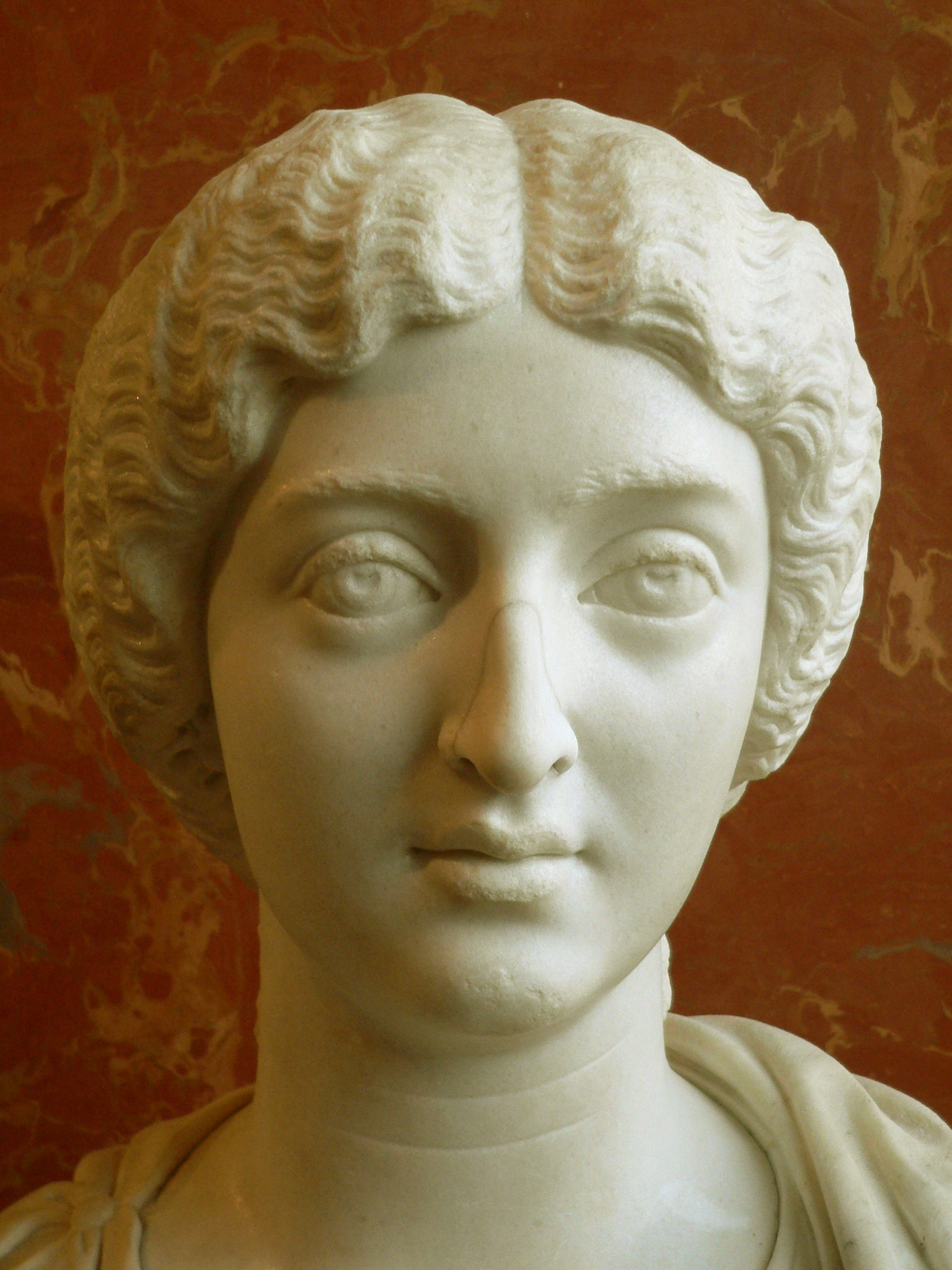
Фаустина

В Средние века парики не носили, поскольку это осуждалось церковью. Климент Александрийский (ок. 200 г. н. э.) писал, что тот, кто носит парик, не может получить сан священника, поскольку благословение Божие не может пройти сквозь искусственные волосы. Тертуллиан: «Все парики являются личинами и измышлениями дьявола… Если вы не отвергнете чужой волос как богопротивный, я вызываю ненависть к нему у вас, напоминая, что он может происходить с головы проклятого или нечистого человека». На Константинопольском соборе (692 год) ряд христиан за ношение париков были осуждены.
В XIV—XVIII вв. мода распространилась при королевских дворах. Королева Елизавета Английская носила парики, чтобы скрыть седину либо выпадение волос из-за перенесённой оспы.

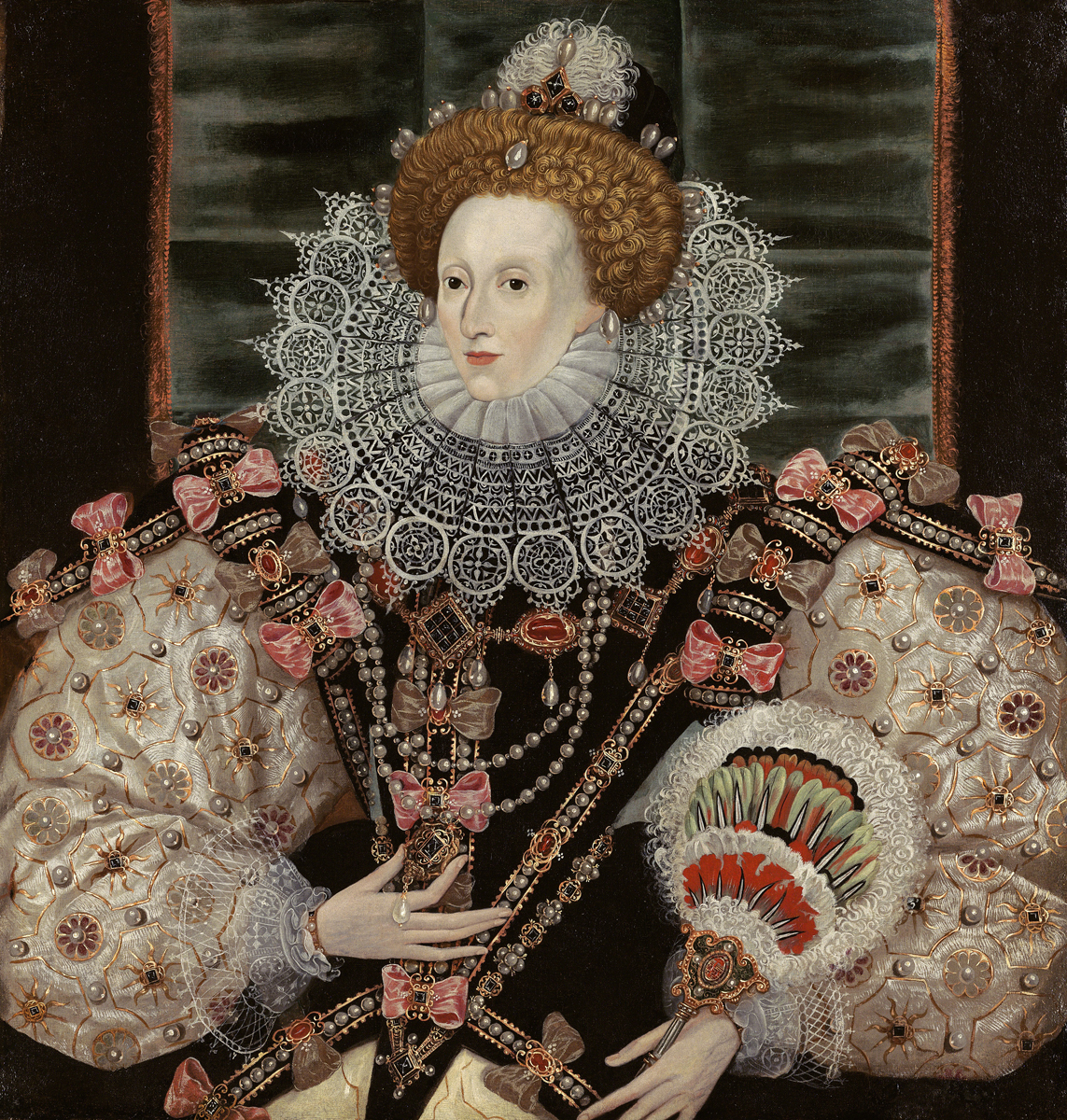
Елизавета
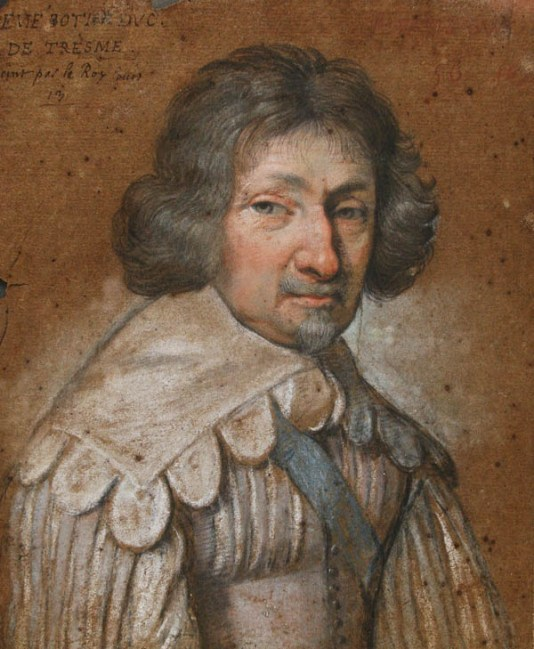
Пастель выполненная Людовиком XIII

### Модагалантного века
Моду на пудреные парики массово ввел французский король Людовик XIV в XVII веке. Она оставалась доминирующей в Западной Европе на время всего господства версальского вкуса — до времён Великой французской революции. В конце XVIII века отказ от пудры был одним из знаков нового мышления (см. ампирная мода).
…пудриться, по её словам, было для неё смертью. Поставят тебе, рассказывала она в старости, войлочный шлык на голову, волосы все зачешут кверху, салом вымажут, мукой посыплют, железных булавок натыкают – не отмоешь потом; а в гости без пудры нельзя – обидятся,  – му́ка! (Иван Тургенев. «Дворянское гнездо»)

Контраст между европейской аристократической модой на парики и естественными стрижками простонародья обыгран в романе В. Гюго «Человек, который смеётся».

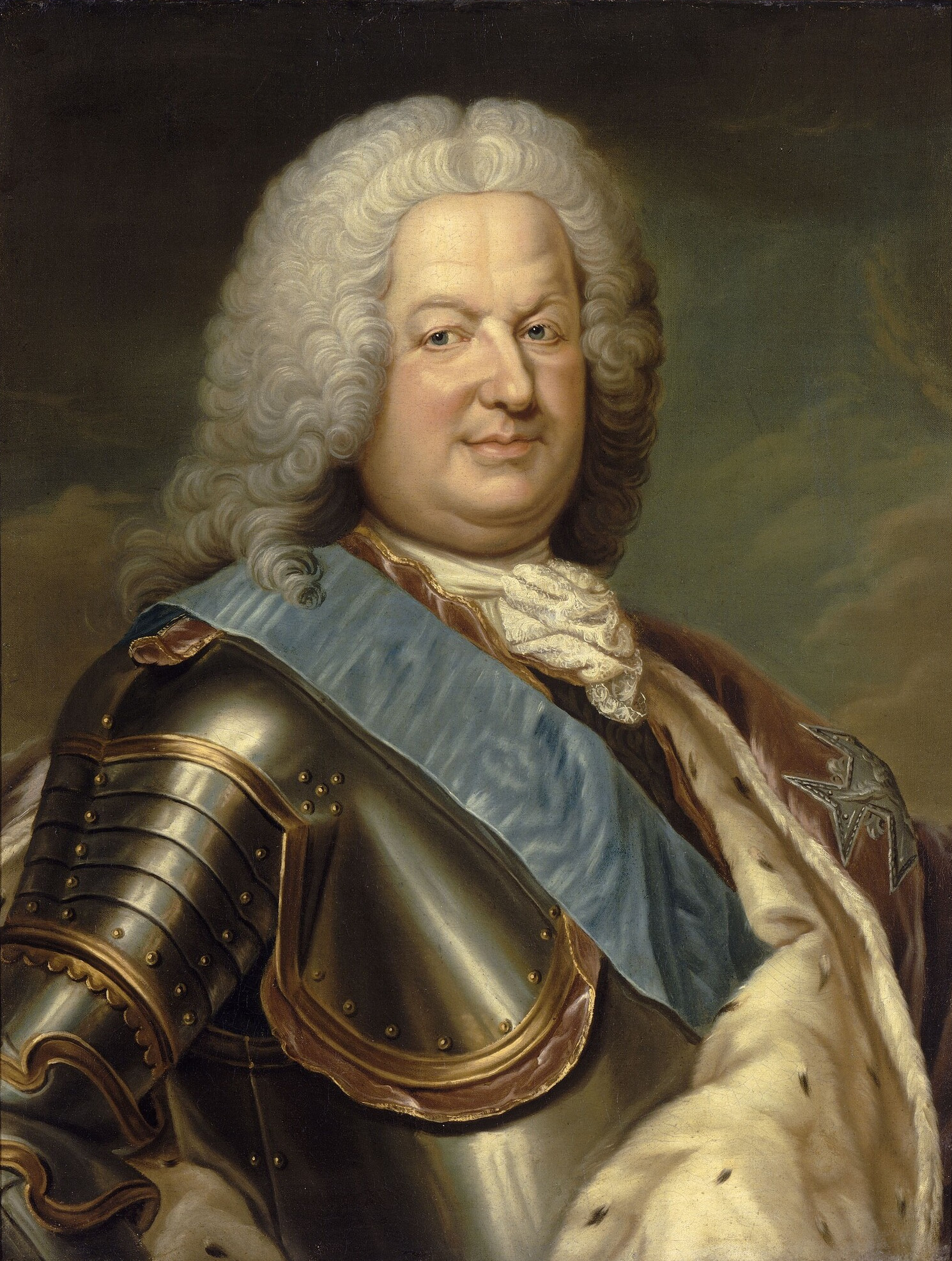
Король Станислав Лещинский в парике «бинет»
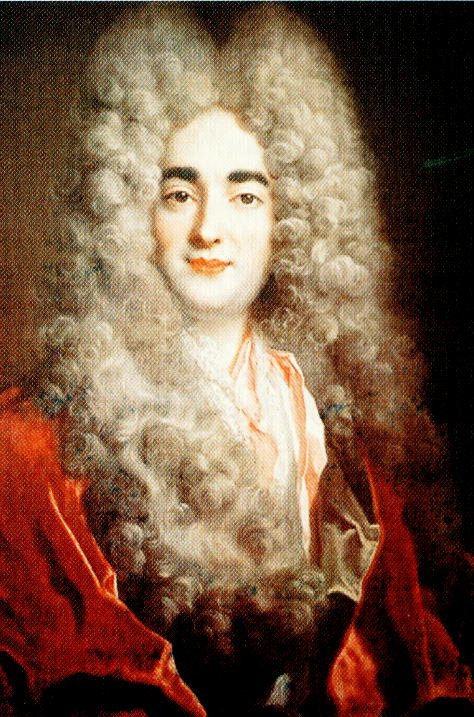
Молодой человек в парике «аллонж»

### Новейшее время
В 1960-х годах стали популярны парики из нейлона, винила и акрила. Парики стали для модниц и манекенщиц-моделей изюминкой к началу 1970-х, особенно их любили носить блондинки и шатенки. Мода на «натуральные» женские парики кратковременно возродилась в 1980-е.